# Luigi Cerebotani
Luigi Cerebotani (Lonato, 11 gennaio 1847 – Verona, 19 ottobre 1928) è stato un presbitero, fisico, teologo e filosofo italiano.

## Biografia
Nel 1889 fu delegato papale a Monaco di Baviera. Cerebotani viene descritto come un 'sacerdote di viva pietà', e non fu mai interessato allo sfruttamento economico delle sue invenzioni. In Baviera, anche durante il Kulturkampf, si occupò degli emigrati italiani, sia sotto il profilo dell'assistenza spirituale e cristiana, sia mantenendo alto fra loro il sentimento nazionale.
Per le sue invenzioni nel campo delle telecomunicazioni, l'ammiragliato britannico lo invitò a Londra e fu presentato ai dirigente delle comunicazioni pοstali britanniche da Guglielmo Marconi.
Nel 1895, Giuseppe De-Botazzi così lo descriveva:
Il Cerebotani è nativo di Lonato (Lombardia) ed è in età d’anni 48. Fu prima cappellano a S. Pietro in Vaticano, poi segretario del Cardinale Hohenlohe e direttore di un istituto a Schillingfürst, in Baviera. Indi passò a Sayn, presso Coblenz sul Reno, Informator appo i Principi Sayn-Wittgenstein, la cui famiglia si disperse. Allora il Cerebotani si consacrò alla cura d’anime prima al Reno, poi a Berlino – sempre sotto l’egida dei principi e del Governo.
Spese le ore libere in scandagli tecnico-scientifici. Inventò il Teletopometro, l’Autolemeteorometro, il Telespiralografo, ecc. Di più il Pantelegrafo-Cerobotani o Telegrafo fac-simile, cioè apparecchio a comunicare immediatamente e per via elettrica il movimento di una penna scrivente o disegnante ad altre comunque distanti.
Per ciò che riguarda l’Autolemeteorometro, si legga quanto scrisse il prof. G. Grassi in Milano.
Il cardinale Canossa, arcivescovo di Verona, scongiurò il Cerebotani ad assumere per 4 anni una cattedra nel suo seminario, cattedra che egli declinò. Finalmente ottenne un buon beneficio alla Metropolitana di Monaco di Baviera.
In aprile 1895 il Cerebotani emise idee nuovissime sulla telegrafia multipla, e il 3 maggio tenne a quest’oggetto una conferenza al Club elettrotecnico di Monaco di Baviera, coll’intervento della regia Legazione italiana; egli vi fu applauditissimo.
La lealtà del suo cuore, la modestia, l’ingegno brillano siffattamente in tutte le sue azioni, da farlo amare e stimare da tutti coloro che hanno la fortuna di avvicinarlo. Il suo disinteressamento poi lo rese caro non solo a tutti, ma gli procacciò fama altissima. Misericordioso pei poveri, la sua mano benefica sa provvidamente venire in aiuto della vera indigenza.»
(Giuseppe De-Botazzi, Italiani in Germania-Als Italiener im Deutschland der Jahrhundertwende)

## Biografia cronologica
- 11 gennaio 1847 Data di nascita
- 1860 Entra in seminario a Verona.
- 1869 Ordinato sacerdote.
- 1870 Laurea in teologia all'università La Sapienza di Roma.
- 1873 Nominato segretario del card. Hohenlohe a Monaco di Baviera, dove conobbe i principali scienziati del luogo.
- 1882 Torna a Verona, diventa insegnante di Scienze fisiche nel liceo del seminario.
- 1884 Inventa il teletopometro, uno strumento che serve misurare la distanza tra due punti.
- 1884 Stampa l'opuscolo 'Il teletopometro'.
- 1886 Stampa l'opuscolo 'La tachimetria senza stadia'.
- 1890 Fa costruire una stazione meteorologica in Germania.
- 1900 Incontra a Londra il fisico e inventore Guglielmo Marconi.
- 1913 Riesce a trasmettere alcuni versi della Divina Commedia ed un ritratto di Dante Alighieri a 600 km di distanza.
- 19 ottobre 1928 Data di morte.

## Cariche
- Canonico della cattedrale di Monaco di Baviera;
- Cameriere Segreto di Sua Santità Pio XI;
- Membro dell'Accademia delle scienze dei nuovi Lincei e altre accademie scientifiche;
- Membro del Consiglio di Presidenza del museo scientifico di Berlino;
- Presidente a vita del museo della scienza e delle tecnica di Monaco di Baviera.

## Attività scientifica

### Geodesia
Nel settore della geodesia, Cerebotani ha inventato:
- il teletopometro nel 1888, un apparecchio che serve a misurare le distanze fra due punti.

Nel 1903 l'imperatore Guglielmo II di Germania fece sperimentare il telepometro sulla marina da guerra.
- il nefometro, per misurare le nubi.

Nel 1900 collaborò alla costruzione di una stazione meteorologica automatizzata nelle montagne del Caucaso; questa stazione era dotata di strumentazione in grado di comunicare le variazioni atmosferiche direttamente a Berlino attraverso segnali a radiofrequenza, ed era alimentata elettricamente con delle batterie che si dovevano ricare ogni due o tre anni.

#### Il teletopometro
Il teletopometro serve a misurare la distanza tra un punto mobile ed un punto fisso.
Venne presentato ufficialmente
- nel 1903 alla presenza dell'Imperatore Guglielmo II di Germania;
- nel 1925 alla presenza del Santo Padre, eseguendo la misura della distanza tra la cupola della basilica di San Pietro e le stanze papali.

Il teletopometro fu usato a inizio secolo per eseguire i primi rilievi topografici in Cina, ed è stato soppiantato poi dal telemetro monostatico.

### Telegrafia
Cerebotani è l'inventore di:
- un telegrafo a caratteri, che fu sperimentato con successo tra Milano e Como nel 1900;
- un ricevitore a caratteri senza filo, che «rende più docile il Coherer»;
- una serie di strumenti per le miscurazioni, come il autotelemetereografo e il telecurvografo.

Inoltre, ha anche costruito un pantelegrafo, ed è stato il primo a tentare una trasmissione radio intercontinentale, esperimento che riuscì a Guglielmo Marconi il 12 dicembre 1901.

#### Il teleautografo

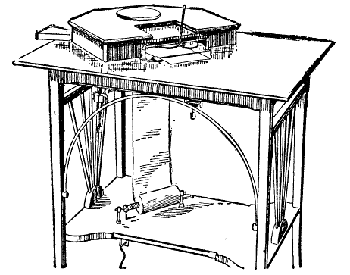
Uno dei primi teleautografi.

Il teleautografo è uno strumento che serviva a trasmettere disegni e scritti a distanza, inventato da Elisha Gray nel 1888, e presentato nel 1891 a Chicago, ma era molto complicato. Quasi contemporaneamente a Richtie, che ottenne interessanti risultati trasmettendo tra Londra e Parigi, Cerebotani costruì un teleautografo che, con una penna, permetteva di comandare il moto di una penna ricevente, comandata elettricamente. Grazie al suo apparecchio, riuscì nel 1913 a trasmettere scritti e disegni tra Berlino e Monaco di Baviera, cioè a circa 600 chilometri di distanza.
Il sistema di rilevazione della posizione del pennino, e di comando, è completamente diverso da quello del pantelegrafo Caselli, e fu brevettato a Monaco di Baviera nel 1900.

### Telefonia
Nel settore della telefonia, Cerebotani ha inventato:
- un selettore per chiamate individuali, per centralini telefonici e telegrafici inseriti in un circuito;
- il 'Qui-Quo-Libet', oggi chiamato telegrafo stampante.
- il teletipografo, o telefono scrivente, o telegrafo stampante.

#### Il teletipografo
Il teletipografo, costruito nel 1900, è una macchina da scrivere collegata ad un telegrafo, il quale a sua volta viene collegato ad una ruota, il 'tipo', sul quale sono impresse le lettere dell'alfabeto.
In trasmissione, l'operatore scrive sulla macchina da scrivere, e il telegrafo invia una serie di impulsi elettrici che codificano il carattere inviato, come nel codice morse; in ricezione, il telegrafo riceve gli impulsi, e in base al segnale comanda il 'tipo', con il quale vengono stampati su carta i caratteri ricevuti. Lo stesso apparecchio è utilizzabile sia in ricezione che in trasmissione, e sfrutta la normale linea telefonica.
Questo strumento permette di trasmettere caratteri alfanumerici ad una velocità di circa 450 lettere al minuto (più di 90 parole, come una normale macchina da scrivere dell'epoca), e quindi tre volte superiore rispetto al codice morse.
Il cardinale Merry del Val, quand'era segretario di Stato del papa Pio X, fu il primo a servirsi del teletipografo per le comunicazioni tra la Segreteria di Stato e gli uffici vaticani.
Il teletipografo si diffure in tutta l'Europa e fuori, anche il Negus d'Etiopia ne fece acquistare uno, che fu messo ad Addis Abeba.

### Altri interessi scientifici
Tra le altre cose, Cerebotani ha inventato un orologio elettrico senza fili, capace di regolare il movimento di altri orologi collegati con la stessa fonte d'energia.
Alla fine della sua vita, stava studiando la luce fredda: le normali lampadine ad incandescenza sfruttano l'energia della corrente elettrica per effetto Joule, mentre la luce fredda è luce generata sfruttando la corrente con dei condensatori, in modo tale da eliminare il calore.
Questo tipo di illuminazione ha trovato impiego nelle lampade al neon soltanto dopo la seconda guerra mondiale.
Lo stesso principio della luce fredda è anche alla base della televisione.

## Pubblicazioni
- Vorwort zu dem 6-8 Ottav-Bände starken druckfertigen Werke - Der Organismus und die Aesthetik der klassisch-italienischen Sprache nebst einem reichhaltigen Sprachpromptuarium für jedes Concept nach den besten Klassikern elukubrirt, 1891;
- Aesthetisches und Mystisches im italienischen Worte um die Zeit Dantes, 1921;
- Soliloquien;
- Direttorio e Prontuario della Lingua Italiana;
- Wissenschaft und Mystik, 1922.

## Riconoscimenti
Nel 1947 gli sono stati intitolati una strada e una piazza a Monaco di Baviera, nel 1988 una strada a Lonato e nel 1994 una scuola, sempre a Lonato.